# Сальваторе Шарріно
Сальваторе Шарріно (італ. Salvatore Sciarrino; нар. 4 квітня 1947, Палермо) — італійський композитор.

## Біографія
По суті був автодидактом, самостійно вивчаючи твори давніх та сучасних композиторів, проте брав кілька уроків у Антоніо Тітоне та Турі Бельфйоре. Перше публічне виконання одного з його творів відбулось у 1962 році. Перш ніж присвятити себе музиці вивчав візуальне мистецтво в університеті свого рідного міста. Але, не закінчивши навчання, у 1969 році він переїжджає до Риму, де починає займатись електронною музикою з Франко Еванджелісті (якого поряд зі Штокгаузеном вважає одним зі своїх творчих батьків) у Національній академії Святої Чечилії. У 1977 переїжджає з Риму до Мілану.
Викладав композицію у консерваторіях Мілану (1974—1983), Перуджі (1983—1987) та Флоренції (1987—1996), проводив майстер-класи. З 1978 по 1980 обіймав посаду артистичного директора комунального театру Болоньї. У 1983 році перебирається до маленького умбрійського містечка Читта-ді-Кастелло, де повністю віддається композиції та викладанню аж до 2000 року. У 2014—2015 проводить низку майстер-класів у консерваторії музики Латини.

## Стиль
Визнаючи свій зв'язок з визначними фігурами авангарду, зокрема Штокгаузеном, у творчості Шарріно спостерігається тісний зв'язок з музичними традиціями минулого. У його творчості не було різкого зламу, а прослідковується поступова еволюція до концепції музики, яку деколи описують, як «екологія» слухання чи звуку. Від самого початку, починаючи з 1960-х років говорять про «звук Шарріно».
Його музика інтимна, сконцентрована і рафінована, побудована на принципах мікроваріювання звукових структур, які складаються з віднайдених тембрів та подихів. Композитор створює дихаючий звуковий світ, розріджений і наближений до тиші (чи до «нульового звуку», який для композитора вже є музикою), світ, утворений безліччю мікроскопічних звуків, потоком ледь-чутних шумів, звуковий світ, зведений до суті. Показовими з цього приводу є назви творів «Esplorazione del bianco» (1986), «Cantare con silenzio» (1999).
Композитор організовує свої твори подібно до малюнку, використовуючи техніки розтушовування звуку, змішування кольорів, гру світла у моделюванні тембру.

## Нагороди
Є лауреатом багатьох премій, серед яких премія Міжнародного товариства сучасної музики у 1971 та 1974, премія Даллапікколи (1974), премія l’Anno discografico (1979), Psacaropoulos (1983), премія Abbiati (1983), Premio Italia (1984), премія Принца Монако П'єра (prix Prince Pierre de Monaco) (2003), міжнародна премія Feltrinelli (2003), Державна нагорода Зальцбурга (2006), le Premio Frontiere della Conoscenza per la musica (2011) фундації BBVA, Premio Una vita per la musica (2014) Teatro La Fenice - Associazione Rubenstein di Venezia.

## Список творів
- 1965: Minifuga con alcune licenze, на три голоси, Suvini Zerboni
- 1966: Sonata для двох фортепіано, 12', Ricordi
- 1967: Aka Aka to I, II, III для сопрано і ансамблю, 5', Ricordi
- 1967: II Quartettoдля струнного квартету, 4', Ricordi
- 1967: Un fruscìo lungo trent’anni для чотирьох перкусіоністів, 10', Ricordi
- 1969: 2 Mottetti di Anonnimi транскрипція для інструменту і голосу, партитура загублена
- 1969: 6 ricercari di Antonio Il Verso транскрипція та інструментування Primo libro della Musica a due voci (1596), Inédit
- 1969: Berceuse для оркестру, 15', Ricordi
- 1969: Musiche per "Orlando furioso" di Ludovico Ariosto - Frühlingslieder сценічна музика, для змішаного хору, 5', Ricordi
- 1969: Prélude для фортепіано, 2', Ricordi
- 1970: ...da un Divertimento для десяти інструментів, 20', Ricordi
- 1970: Da a da da для оркестру, фрагмент, 8', Ricordi
- 1970: De o de do для клавесину, 11', Ricordi
- 1970: In memoriam (Ігору Стравинському) для двох клавесинів, 6', Inédit
- 1970: Musiche per « I bei colloqui » di Aurelio Pes для змішаного хору, 15', Ricordi
- 1970: Musiche per « I bei colloqui » di Aurelio Pes сценічна музика, для змішаного хору та електронних звуків, 15', Ricordi
- 1971: Arabesque для двох церковних органів (з чотирма асистентами), 17', Ricordi
- 1971: De la nuit alla candida anima di Federico Chopin, da giovane, для фортепіано, 4', Ricordi
- 1971: Grande sonata da camera для оркестру, 10', Ricordi
- 1971: Implicor bande для мультимедійної інсталяції, 12', Inédit
- 1971: Introduzione e Aria "Ancora il duplice" перша частина Amore e Psiche, для мецо-сопрано з оркестром, 15', Ricordi
- 1971: Sonata da Camera для ансамблю, 10', Ricordi
- 1972: Amore e Psiche опера на одну дію, 45', Ricordi
- 1972: Esercizio для фортепіано, 1', Ricordi
- 1972: Rondo для солюючої флейти, струнних, двох гобоїв та двох валторн, 9', Ricordi
- 1973: Romanza для віоли д'амур та оркестру, 15', Ricordi
- 1974: Due studi для віолончелі соло, 10', Ricordi
- 1974: Variazioniдля віолончелі з оркестром, 17', Ricordi
- 1975: Danse для двох скрипок та альта, 5', Ricordi
- 1975: Per Mattia для скрипки, 2', Ricordi
- 1975: Siciliano для флейти і клавесину, 4', Ricordi
- 1975: Sonatina для скрипки і фортепіано, 8', Ricordi
- 1975: Toccata для клавесину, 4', Ricordi
- 1975: Tre notturni brillanti для альта, 9', Ricordi
- 1975: Trio для скрипки, віолончелі та фортепіано, 9', Ricordi
- 1976: Clair de lune op. 25 для фортепіано з оркестром, 04'30, Ricordi
- 1976: Di Zefiro e Pan маленька поема для десяти духових інструментів, 5', Ricordi
- 1976: I Sonata для фортепіано, 13', Ricordi
- 1976: Quintettino n. 1 для кларнета та струнного квартету, 4', Ricordi
- 1976: Sei Capricci для скрипки, 18', Ricordi
- 1976: Étude de concert для фортепіано, 2', Ricordi
- 1977: 12 canzoni da battello для сопрано і ансамблю, на венеційські мелодії XVIII століття, 45', Ricordi
- 1977: All'aure in una lontananza для альтової флейти, 10', Ricordi
- 1977: Attraverso i cancell для ансамблю, 5', Ricordi
- 1977: Berceuse variata для оркестру, 15', Ricordi
- 1977: Il paese senz'alba для оркестру, 10', Ricordi
- 1977: Il paese senza tramonto для оркестру з сопрано, 9', Ricordi
- 1977: Premi, via, premi o stali canzone da battello, для сопрано і гітари, Inédit
- 1977: Quintettino n. 2 для флейти, гобоя, кларнета, фагота та валторни, 5', Ricordi
- 1978: Aspern зингшпіль на дві дії, 1,40', Ricordi
- 1978: Due melodie для сопрано і фортепіано, 4', Ricordi
- 1978: Kindertotenlied для сопрано, тенора (en écho) та камерного оркестру, 4', Ricordi
- 1978: Musiche per "All'uscita" di Luigi Pirandello сценічна музика для голосу з оркестром, 1 h, Ricordi
- 1979: Ai limiti della notte для альта, 5', Ricordi
- 1979: Ai limiti della notte для віолончелі, транскрипція альтового оригіналу, 5', Ricordi
- 1979: Aspern Suite для сопрано та інструментів, 45', Ricordi
- 1979: Che sai guardiano, della notte? для солюючого кларнета та ансамблю, 12', Ricordi
- 1979: Un'immagine di Arpocrate для фортепіано та оркестру з хором, 43', Ricordi
- 1980: Anamorfosi для фортепіано, 3', Ricordi
- 1980: Blue Dream. L'età d'oro della canzone вибір, парафрази, анаморфози пісень різних авторів, для сопрано, танцівниці та фортепіано, 50', Ricordi
- 1980: Cailles en sarcophage дії для музею одержимості, опера у трьох частинах, присвята Лучано Беріо, 1,30', Ricordi
- 1980: Cinque scene da Cailles en sarcophage для голосу та інструментів, 50', Ricordi
- 1980: D'un faune для альтової флейти та фортепіано, 9', Ricordi
- 1980: Fauno che fischia a un merlo для флейти та арфи, 5', Ricordi
- 1980: L'Addio a Trachis для арфи, 5', Ricordi
- 1980: La Malinconia для скрипки та альта, 3', Ricordi
- 1980: Le donne di Trachis для трьох солюючих голосів та жіночого хору, 18', Ricordi
- 1980: Musiche per "Trachinie" di Sophocle сценічна музика для жіночого хору та магнітної стрічки, 1,09', Ricordi
- 1981: Canto degli specchi для голосу і фортепіано, 5', Ricordi
- 1981: Efebo con radio для голосу та оркестру, 15', Ricordi
- 1981: Flos florum, ovvero le trasformazioni della materia sonora для хору та оркестру, 12', Ricordi
- 1981: Introduzione all'oscuro для дванадцяти інструментів, 16', Ricordi
- 1981: La voce dell'inferno для магнітної стрічки, 27'40, Ricordi
- 1981: Musiche per "Lectura Dantis" di Carmelo Bene сценічна музика, для старовинних інструментів на магнітній стрічці, 12', Ricordi
- 1981: Vanitas nature morte en un acte, для голосу, віолончелі та фортепіано, 50', Ricordi
- 1982: Autoritratto nella notte для оркестру, 15', Ricordi
- 1982: Cadenze для фортепіанних концертів В. А. Моцарта, Ricordi
- 1982: Due nuove melodie для баритона та фортепіано, 4', Ricordi
- 1982: Let me die before I wake для кларнета in B, 8', Ricordi '
- 1982: Lohengrin action invisible, для солістів, інструментів та голосу, 45', Ricordi
- 1982: Melencolia I Estrapolazione del nucleo iniziale di Vanitas, для віолончелі та фортепіано, 6', Ricordi '
- 1982: Nox apud Orpheum для двох органів та ансамблю, 10', Ricordi
- 1983: Codex purpureus для струнного тріо, 9', Ricordi
- 1983: Codex purpureus II для двох скрипок, альта, віолончелі та фортепіано, 10', Ricordi
- 1983: II Sonata для фортепіано, 10', Ricordi
- 1983: Morgana paraphrase de Brazil, для флейти, 5', Ricordi
- 1984: Centauro marino для кларнета, скрипки, альта, віолончелі та фортепіано, 10', Ricordi
- 1984: Guillaume de Machaut, "Rose, Liz" рондо для голосу, солюючих інструментів чи оркестру, 3', Ricordi
- 1984: Hermes для флейти, 12', Ricordi
- 1984: Raffigurar Narciso al fonte для двох флейт, двох кларнетів та фортепіано, 8', Ricordi
- 1984: Tre canzoni del XX secolo транскрипції пісень різних авторів для флейти та фортепіано, Ricordi
- 1985: Allegoria della notte для скрипки з оркестром, 16'40, Ricordi
- 1985: Canzona di ringraziamento для флейти, 7', Ricordi
- 1985: Cinque canzoni del XX secolo транскрипції пісень різних авторів для голосу з оркестром, 25', Ricordi
- 1985: Come vengono prodotti gli incantesimi? для флейти соло, 7', Ricordi
- 1985: Il tempo con l'obelisco для шести інструментів, 6', Ricordi
- 1985: La Perfezione di uno spirito sottile для флейти, голосу та перкусії, 40', Ricordi
- 1985: La navigazione notturna для чотирьох фортепіано, фрагмент, 10', Ricordi
- 1985: Lo spazio inverso для ансамблю, 7', Ricordi
- 1985: Prologo in terra кінематографічна версія музики до п'єси All'uscita Луїджі Піранделло, для флейти, кларнета та струнного квартету, Ricordi
- 1986: Appendice alla perfezione для чотирнадцяти дзвіночків, 1', Ricordi
- 1986: Esplorazione del bianco I для контрабаса, 7', Ricordi
- 1986: Esplorazione del bianco II для флейти, бас-кларнета, гітари та скрипки, 5', Ricordi
- 1986: Esplorazione del bianco III для джазової ударної установки, 1', Ricordi
- 1986: Il motivo degli ogetti di vetro для двох флейт та фортепіано, 5', Ricordi
- 1986: Le ragioni delle conchiglie для фортепіанного квінтету, 15', Ricordi
- 1987: Cole Porter, Night and Day транскрипція для оркестру, до балету Ai limiti della notte Амадео Амодіо, Ricordi
- 1987: III Sonata для фортепіано, 13', Ricordi
- 1987: L'addio a Trachis II перекладення для гітари Мауріціо Пісаті, затверджене автором, 5', Ricordi
- 1987: Sui poemi concentrici I для віолончелі з оркестром, 33', Ricordi
- 1987: Sui poemi concentrici II для флейти, кларнета, віолончелі з оркестром, 33', Ricordi
- 1987: Sui poemi concentrici III для флейти, скрипки, віоли д'амур та оркестру, 33', Ricordi
- 1987: Trio n. 2 для скрипки віолончелі та фортепіано, 12', Ricordi
- 1987: Tutti i miraggi delle acque для змішаного хору, 9', Ricordi
- 1988: Ary Barroso, Brazil (Épitaphe phénicienne du) транскрипція для дев'яти інструментів, 9', Ricordi
- 1988: Morte di Borromini для оркестру і читця, 19', Ricordi
- 1988: Musiche per "La Divina Commedia" di Dante Alighieri сценічна музика, міксаж на стрічці, 15 h, Ricordi
- 1989: Cadenze для флейтових та гобойних концертів В. А. Моцарта, Ricordi
- 1989: Cadenze для скрипкових концертів В. А. Моцарта, Ricordi
- 1989: Fra i testi dedicati alle nubi для флейти, 10', Ricordi
- 1989: Gioachino Rossini, Giovanna D'Arco кантата для солюючого голосу, оркестрова транскрипція фортепіанного оригіналу, 17', Ricordi
- 1989: Il silenzio degli oracoli для духового квінтету, 8', Ricordi
- 1989: L'orizzonte luminoso di Aton для флейти, 10' , Ricordi
- 1989: Lettura da lontano фрагмент, для контрабаса з оркестром, 6', Ricordi
- 1989: Venere che le Grazie la fioriscono для флейти, 8', Ricordi
- 1990: Due Arie marine для мецо-сопрано і синтезованих в реальному часі звуків, 20', Ricordi
- 1990: Fermate e fioriture для опер В. А. Моцарта, Ricordi
- 1990: Perseo e Andromeda опера на одну дію, 1,05', Ricordi
- 1990: Variazione su uno spazio ricurvo для фортепіано, 3', Ricordi
- 1991: Cadenzario для оркестру з солістами, 25' , Ricordi
- 1991: Cadenze для фортепіанних концертів В. А. Моцарта, Ricordi
- 1991: Morte a Venezia studi sullo spessore lineare, балет на дві дії на музику Й. С. Баха, перекладення для фортепіано, Ricordi
- 1991: Morte a Venezia studi sullo spessore lineare, балет на дві дії на музику Й. С. Баха, 1,10', Ricordi
- 1991: Nove canzoni del XX secolo транскрипції пісень різних авторів для голосу з оркестром, Ricordi
- 1991: Perduto in una città d'acque для фортепіано, 9', Ricordi
- 1992: Frammento e adagio для флейти з оркестром, 18'30, Ricordi
- 1992: IV Sonata для фортепіано, 11', Ricordi
- 1992: Sei quartetti brevi для струнного квартету, 17', Ricordi
- 1993: Addio case del vento для флейти, 3', Ricordi
- 1993: Alfabeto oscuro для камерного оркестру, 7', Ricordi
- 1993: Fermata e cadenza до Концерту Ре-мажор для флейти з оркестром Луїджі Боккеріні, Ricordi
- 1993: Йоганн Себастьян Бах, токата і фуга ре-мінор BWW 565 транскрипція для флейти з електронікою, 15', Ricordi
- 1993: L'invenzione della trasparenza для оркестру з солістами, 60', Ricordi
- 1993: Mozart a 9 anni десять п'єс В. А. Моцарта, транскрипція для оркестру XVIII ст., 32' 30, Ricordi
- 1993: Musiche per il "Paradiso" di Dante сценічна музика, для солюючих інструментів з оркестром, 1,14', Ricordi
- 1993: Postille для солістів з оркестром, 7', Ricordi
- 1994: L'alibi della parola на чотири голоси, 14'20, Ricordi
- 1994: Medioevo presente  транскрипція за різними авторами, для ансамблю та голосу, 6', Ricordi
- 1994: Noms des airs для живої електроніки, 35 ' 40, Ricordi
- 1994: V Sonata con 5 finali diversi для фортепіано, 12', Ricordi
- 1994: Вольфганг Амадей Моцарт, Adagio KV 356 (617a) транскрипція для ансамблю, 3', Ricordi
- 1995: Nuvolarioдля голосу, флейти, труби, перкусії та двох альтів, 15', Ricordi
- 1995: Omaggio a Burri для трьох інструментів, 11', Ricordi
- 1995: Soffio e forma для оркестру, 23', Ricordi
- 1996: L'immaginazione a se stessa для хору з оркестром, 12', Ricordi
- 1997: Due risvegli e il vento для голосу та інструментів, 5', Ricordi
- 1997: I fuochi oltre la ragione для оркестру, 16', Ricordi
- 1997: Il cerchio tagliato dei suoni для чотирьох солюючих та ста мігруючих флейт, 1, 10', Ricordi
- 1997: La bocca, i piedi, il suono для чотирьох альтових саксофонів та ста саксофонів у русі, 45', Ricordi
- 1997: Muro d'orizzonte для альтової флейти, гобоя та бас-кларнета, 10', Ricordi
- 1997: Polveri laterali для фортепіано, Ricordi
- 1997: Quattro intermezzi сюїта для ансамблю за оперою Luci mie traditrici, 15', Ricordi
- 1998: Canzoniere da Scarlatti аранжування концерту для квартету саксофонів, Ricordi
- 1998: Infinito nero Estasi di un atto, для голосу і восьми інструментів, 30', Ricordi
- 1998: Le voci Sottovetro транскрипція за Джезуальдо для голосу та ансамблю, 15', Ricordi
- 1998: Luci mie traditrici (Моє зрадливе світло) опера на дві дії, 1, 15', Ricordi
- 1998: Notturno n. 3 для фортепіано, 6's, Ricordi
- 1998: Notturno n. 4 для фортепіано, 5', Ricordi
- 1998: Pagine транскрипції з різних авторів, для квартету саксофонів, 30', Ricordi
- 1998: Vagagonde blu для акордеона, Ricordi
- 1998: Waiting for the wind для голосу і яванського гамелану, 10', Ricordi
- 1999: 2 Notturni для фортепіано, 10', Ricordi
- 1999: Cantare con silenzio для шести голосів, флейти, перкусії та електроніки, 43', Ricordi [note de programme]
- 1999: L'Orologio di Bergson для флейти, 8', Ricordi
- 1999: La terribile e spaventosa storia del Principe di Venosa e della bella Maria музика для театру маріонеток, 1,15', Ricordi
- 1999: Morte tamburo для флейти і сухої акустики, 7', Ricordi
- 1999: Recitativo oscuro для фортепіано з оркестром, 21', Ricordi
- 1999: Sophisticated Lady arrangement pour для біг-бенду Дюка Еллінгтона, 4', Ricordi
- 1999: Tre canti senza pietre на сім голосів, 18', Ricordi
- 2000: Esercizi di tre stili autres аранжування за Доменіко Скарлатті для струнного квартету, 25', Ricordi
- 2000: Il clima за Гаррі Парчем для фортепіано з оркестром, 13 minutes, Ricordi
- 2000: Il giornale della necropoli для акордеона з оркестром, 12', Ricordi
- 2000: Immagine fenicia для підсиленої флейти, 6', Ricordi
- 2000: Quartetto n. 7, 8', Ricordi
- 2000: Studi per l'intonazione del mare для альта, чотирьох флейт, чотирьох саксофонів, перкусії, оркестру зі ста флейт та оркестру зі ста саксофонів, 35', Ricordi
- 2001: Due arie notturne dal campo Алессандро Скарлатті, аранжування для голосу та струнного квартету, 7', Ricordi
- 2001: Due notturni crudeli для фортепіано, 4', Ricordi
- 2001: In nomine nominis alcune autosomiglianze (кілька самоподоб) для восьми виконавців, 4', Ricordi
- 2001: Lettera degli antipodi portata dal vento для флейти, 5', Ricordi
- 2001: Responsorio delle tenebre на шість голосів, 8', Ricordi
- 2002: Altre schegge di canto для кларнета з оркестром, 10', Ricordi
- 2002: Cavatina e i gridi для струнного секстету, 6', Ricordi
- 2002: La perfidia інтермеццо для струнних
- 2002: Macbeth три дії без назви, 1, 45', Ricordi
- 2003: Allegro KV 15 з Лондонського зошита ескізів В. А. Моцарта, № 21, аранжування для гобою, скрипки, альта і віолончелі, 4', Ricordi
- 2003: Due smarrimenti для сопрано та восьми інструментів, 8', Ricordi
- 2003: Graffito sul mare для тріо з оркестром, 15', Ricordi
- 2003: Quaderno di strada дванадцять пісень і одне прислів'я для баритона та інструментів, 40', Ricordi
- 2003: Sestetto, 22', Ricordi
- 2004: Il legno e la parola для маримби та дзвона, 10', Rai Trade
- 2004: Il suono e il tacere для оркестру, 15', Ricordi
- 2004: Scena di vento три п'єси для інструментів, 14', Ricordi
- 2005: Archeologia del telefono кончертанте для тринадцяти інструментів, 13', Rai Trade
- 2005: Shadow of Sound для оркестру, 18' , Rai Trade
- 2005: Storie di altre storie для акордеона з оркестром, 30', Rai Trade
- 2005: Vento d'ombra для ансамблю, 10', Rai Trade
- 2006: A room only for music звукова інсталяція, 30'
- 2006: Da gelo a gelo Kälte, 100 сцен з 65 поезіями, 1, 50', Rai Trade
- 2006: Dita unite a quattro mani для фортепіано в чотири руки, 5', Rai Trade
- 2006: Le stagioni artificiali для скрипки і ансамблю, 18', Rai Trade
- 2006: Tre duetti con l'eco для флейти, фагота та альта, 8', Rai Trade
- 2007: 12 Madrigali для восьми (або семи) співаків, 44', Rai Trade
- 2007: 4 Adagi для блокфлейти з оркестром, 20', Rai Trade
- 2008: Il giardino di Sara для сопрано і ансамблю, 45', Rai Trade
- 2008: La porta della legge - quasi un monologo circolare опера на одну дію, 1,15', Rai Trade
- 2008: Quartetto n. 8 для струнних, 10', Rai Trade
- 2009: Adagio аранжування сонати BWV1029 Й. С. Баха для флейти, альта і фагота, 5', Rai Trade
- 2009: Capriccio di una corda для скрипки, 5', Rai Trade
- 2009: Fra sé Capriccio для скрипки, 5', Rai Trade
- 2009: L'altro giardino для голосу і восьми інструментів, 45', Rai Trade
- 2009: Libro notturno delle voci для флейти з оркестром, 23', Rai Trade
- 2010: Adagio di Mozart аранжування для шести інструментів, 7', Rai Trade
- 2010: Fanofania для ансамблю, 10', Rai Trade
- 2010: Superflumina опера на одну дію, 1, 30', Rai Trade
- 2011: Cantiere del poema для сопрано і десяти інструментів, 25'
- 2011: Carnaval для п'яти голосів, фортепіано та десяти інструментів, 35', Rai Trade
- 2011: Senza sale d'aspetto для оповідачки та оркестру, 20', Rai Trade
- 2012: L'ideale lucente e le pagine rubate для струнних, 25', Rai Trade
- 2012: Ombre nel mattino di Piero (quartetto n.9) для струнного квартету, 25', Rai Trade
- 2012: Perturbazione in arrivo nel settore trombe для валторни з оркестром, 14', Rai Trade
- 2013: Gesualdo senza parole для ансамблю, 14', Rai Trade
- 2013: Giorno velato presso il lago nero для скрипки з оркестром, 25', Rai Trade
- 2014: Autostrada prima di Babilonia для флейти, 10', Rai Trade
- 2014: Dialoghi sull'ultima corda для двох віолончелей, 15', Rai Trade
- 2014: L'esercizio della stravaganza Studi per quartetto d'archi da Domenico Scarlatti, для струнного квартету, Rai Trade
- 2014: L'imprecisa macchina del tempo три темпи для хору та камерного оркестру, 31', Rai Trade
- 2015: Diverbio fra mottetti, con due sogni для хору і квартету саксофонів, 20', Rai Trade
- 2015: Il pomeriggio di un allarme al parcheggio для флейти, Rai Trade
- 2015: La nuova Euridice secondo Rilke для сопрано з оркестром, Rai Trade
- 2015: Quando ci risvegliamo для оркестру, 20', Rai Trade
- 2015: Sposalizio для оркестру, 5', Rai Trade
- 2015: Trovare un equilibrio, è necessario? для флейти і струнного квартету, 20', Rai Trade